# Hetera

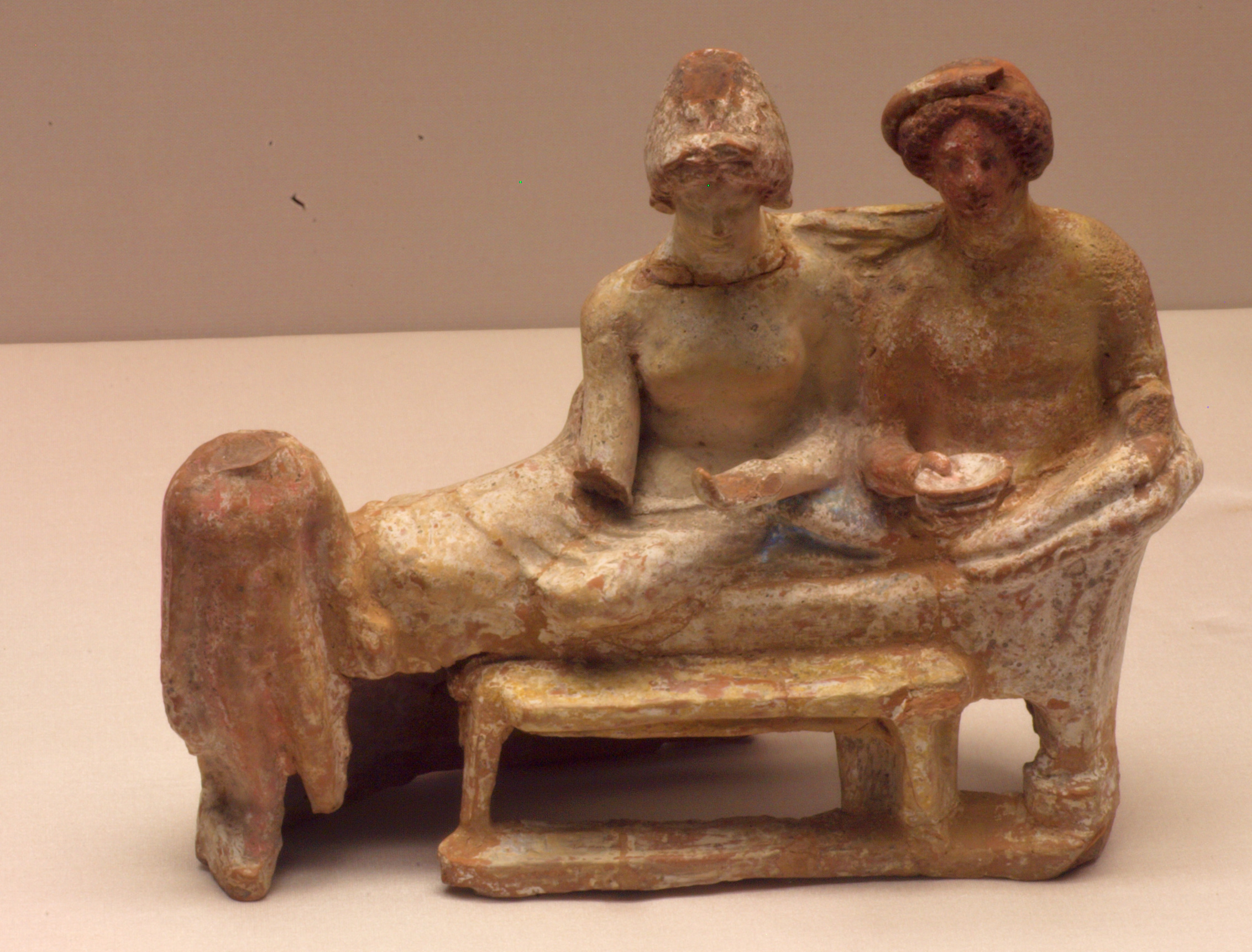
Hetera z młodzieńcem (terakota grecka z IV wieku p.n.e.)

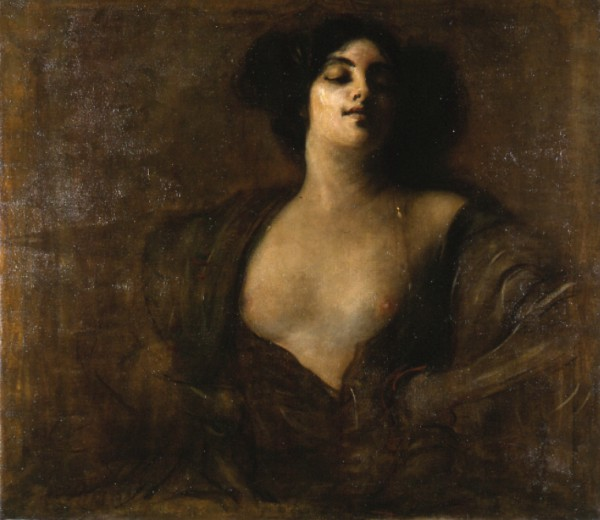
Hetera (mal. Franciszek Żmurko, 1906)

Hetera (gr. hetaíra – towarzyszka) – w starożytnej Grecji odpowiednik kurtyzany. Hetera od zwykłej prostytutki różniła się niezależnością i wysoką pozycją towarzyską. Inna nazwa to córa Koryntu.

## Historia
W okresie Grecji klasycznej hetery były często bogatymi i wykształconymi kobietami, które prowadziły swobodny tryb życia, ale zarazem były towarzyszkami ważnych osobistości, jak wodzowie, politycy czy filozofowie. Jest to główny kruczek heter – mieć władzę nad kochankami dając im nadzieję, a odsuwając chwilę rozkoszy [...] więc musimy raz być zajęte albo też śpiewać, grać na flecie, tańczyć, wydawać uczty, przyozdabiać mieszkanie, musimy robić przerwy w zażyłości miłosnej, która bez tego szybko by zwiędła, tłumaczyła jedna z heter, towarzyszka filozofa.
Pozycja towarzyska heter wiązała się z usytuowaniem kobiet w społeczeństwie greckim, które poza heterami nie brały udziału w życiu towarzyskim i publicznym. Znanymi heterami były m.in. Fryne, Lais, Lagiska, Bakchis. Krążyło wiele opowieści anegdotycznych o heterach, obrazujących ich inteligencję, spryt i piękno.

## Słynne hetery z V wieku p.n.e.
- Aspazja – nielegalna, lecz faktycznie druga żona Peryklesa. W młodości była ona heterą, niektórzy autorzy przypuszczają, że później utrzymywała dom publiczny (choć nie ma na to dowodów).
- Lais (starsza) – urodziła się i mieszkała w Koryncie (w czasach wojny peloponeskiej), przez koleżanki zwana siekierą z powodu nieustępliwości, co do wysokości honorarium. Do jej kochanków należeli dwaj słynni filozofowie greccy: Arystyp z Cyreny (twórca hedonizmu) i Diogenes z Synopy, przedstawiciele filozofii cynickiej. Związanych jest z nią wiele opowieści. Oto jedna z nich: Pewnego razu grupa przyjaciół zorganizowała zabawę. Malarz Apelles, który miał przyprowadzić heterę, przyprowadził ze sobą podlotka spotkanego po drodze i twierdził, że za kilka lat będzie to najpiękniejsza kobieta w Koryncie. Była to oczywiście Lais[3].

## Słynne hetery z IV wieku p.n.e.
- Fryne – jedna z najpiękniejszych i najbogatszych (a także najdroższych) heter antyku, bohaterka licznych anegdot, które stawały się inspiracją dla różnych artystów w czasach nowożytnych.
- Lais (młodsza) – z którą przyjaźnił się Demostenes.
- Leontion – przyjaciółka Epikura, która żyła u jego boku.
- Thaïs (Θαΐς) – urodziła się i wychowała w Macedonii. Była kochanką m.in. Aleksandra Wielkiego, a potem została nieformalną żoną Ptolemeusza Sotera, miała z nim dwóch synów i córkę, nieuznawanych nigdy za legalnych potomków, mogących zostać następcami tronu (władzę przejął Ptolemeusz II Filadelfos, syn Bereniki I).
- Lamia (z Aten) – kochanka Demetriosa Poliorketesa, z jego woli otrzymała ołtarz na Akropolu i czczona była jako bogini Afrodyta Lamia.